# インターコンチネンタル横浜Pier 8
InterContinental Yokohama Pier 8（インターコンチネンタルよこはまピアエイト）は、神奈川県横浜市中区新港にある客船ターミナル複合施設「横浜ハンマーヘッド」にあるホテル（エントランスは独立）。

## 概要
2019年10月31日開業。所有・運営はヨコハマグランドインターコンチネンタルホテルを運営する株式会社横浜グランドインターコンチネンタルホテル。インターコンチネンタルホテルズグループのホテルとしては、横浜市内およびみなとみらい地区内2軒目となる。
ホテルのエントランスは新港埠頭8号岸壁側に面している。3方向を海に囲まれた5階建ての複合施設「横浜ハンマーヘッド」の3階から5階に173室の客室があり、横浜港が一望できる「ベイビュー」、横浜の街の景観を望める「シティビュー」、中庭に面した「ガーデンサイド」の3タイプの客室が用意されている。また、料飲施設は2階のレストラン&バー「Larboard」と3階の鮨処「かたばみ」の2店舗が営業している。屋上では、横浜港が開港した1859年にちなんで名付けられた屋外ラウンジルーフトップ「Rooftop 1859」が宿泊客用に開放されている。